# Глізе 710
Ґлізе 710 (Gliese 710, Vys/McC 63, BD-01 3474, NSV 10635) — змінна помаранчева карликова зоря в сузір'ї Змії. За оцінками астрономів, зробленими на основі вимірів супутника Gaia, через 1,28 млн років зоря може наблизитися до Сонячної системи на відстань приблизно 0,22 св. роки (14 тисяч астрономічних одиниць); це майже у 20 разів ближче за поточну відстань до Проксими Центавра. Таке наближення дасть їй можливість збурити хмару Оорта. На такій відстані її яскравість на небі зрівняється з найяскравішими планетами, а в оптимумі досягатиме видимої зоряної величини бл. −2,7 (яскравіше за Марс у протистоянні). Власний рух зорі на такій відстані становитиме бл. однієї кутової секунди на рік, що дасть змогу помітити зміну її положення на небі за тривалість людського життя. За словами Філіпа Берського і Пьотра Дибчинського, ця подія стане «найсильнішим руйнівним зіткненням у майбутньому та історії Сонячної системи». Попередні динамічні моделі показували, що чисте збільшення швидкості утворення кратерів внаслідок проходження Gliese 710 становитиме не більше 5 %. Спочатку вони оцінювали, що найближче зближення відбудеться через 1 360 000 років, коли зоря наблизиться до Сонця на відстань 0.337±0.177 пк. (1.100±0.577 світлових років) від Сонця. Пізніше Gaia DR2 виявив, що мінімальна відстань до перигелію становитиме 0.0676±0.0157 пк або 13 900 ± 3 200 а.о. приблизно через 1,281 млн років.

## Історія дослідження
Більшість астрономів називають зорю Ґлізе 710 — за іменем німецького астронома Вільгельма Ґлізе, який склав каталог найближчих зір. Приблизно в 1942 році Олександр Висоцький визначив спектральний клас зорі й додав її в каталог червоних карликів, тому вона має також назву Vys/McC 63. Але вперше зоря згадується Боннському огляді — каталозі, складеному під керівництвом Фрідріха-Вільгельма Аргеландера й опублікованому в 1863 році. Там зоря має назву BD-01 3474. Вона також присутня в каталогах під назвою NSV 10635.

## Характеристики
Зоря є відносно тьмяним помаранчевим карликом спектрального класу K7. Маса — близько 0,6 маси Сонця, радіус — бл. 0,67 радіуса Сонця. Видима зоряна величина — 9,66m. Вона не є джерелом потужного радіовипромінювання, хоча є припускається змінність магнітудою від +9,65 до +9,69. Світність зорі — бл. 0,04 світності Сонця.
Наразі зоря перебуває на відстані приблизно 63,0 світлового року від Землі, але з першими вимірами її власний рух, відстань і променева швидкість показували, що протягом наступних 1,4 млн років вона, можливо, наблизиться до Сонця на відстань менше одного світлового року. З оцінками російського астронома Вадима Бобильова 2010 року, Ґлізе 710 з ймовірністю 86 % може пройти через хмару Оорта, якщо вважати її сфероїдом із малою та великою півосями 80 000 та 100 000 а. о. відповідно. Важко точно порахувати відстань найближчого наближення зорі, оскільки такий розрахунок досить чуттєвий до поточного розташування та швидкості зорі. Оцінки Бобильова були зроблені для максимального наближення 0,311 ± 0,167 парсека (1,014 ± 0,545 св. року) від Сонця.
За уточненими даними супутника Gaia DR2, мінімальна відстань перигелію оцінюється у 0,0676 ± 0,0157 парсека або 13 900 ± 3 200 а. о. через приблизно 1,281 млн років.
Ще новіші розрахунки з даними Gaia з масиву Gaia EDR3 вказують, що Ґлізе 710 може пролетіти найближче на відстані 0,051 ± 0,003  парсека через 1,29 ± 0,04  млн років. Однак вплив такої зустрічі зір на орбіту системи Плутон — Харон (а отже й на класичні об'єкти поясу Койпера) оцінюється як абсолютно незначущий, але Ґлізе 710 зайде у хмару Оорта (ближче 100 000  а. о. чи 0,48 парсека) та досягне зовнішньої межі внутрішньої хмари Оорта (менше 20 000 а. о.).
Таблиця параметрів передбачень рандеву Ґлізе 710 та Сонця
| Джерело | Дата          | Відстань зустрічі, парсек                 | Час зустрічі, млн.років |
| ------- | ------------- | ----------------------------------------- | ----------------------- |
| [ 8 ]   | 1999          | 0,34 ± 0,18 пк (1,11 ± 0,59 св. р.)       | 1.36 ± 0.04             |
| [ 17 ]  | Березень 2010 | 0,311 ± 0,167 пк (1,01 ± 0,54 св. р.)     | 1.45 ± 0.06             |
| [ 11 ]  | Травень 2018  | 0,052 ± 0,01 пк (0,170 ± 0,033 св. р.)    | 1.28 ± 0.05             |
| [ 16 ]  | Травень 2018  | 0,0676 ± 0,0157 пк (0,220 ± 0,051 св. р.) | 1.281                   |
| [ 18 ]  | Грудень 2020  | 0,051 ± 0,003 пк (0,1663 ± 0,0098 св. р.) | 1.29 ± 0.04             |